# Ponyrovskij rajon
Il Ponyrovskij rajon (in russo Поныровский район?) è un rajon dell'Oblast' di Kursk, nella Russia europea; il capoluogo è Ponyri. Istituito nel 1928, ricopre una superficie di 690 chilometri quadrati e consta di una popolazione di circa 12.000 abitanti.